# Défensine

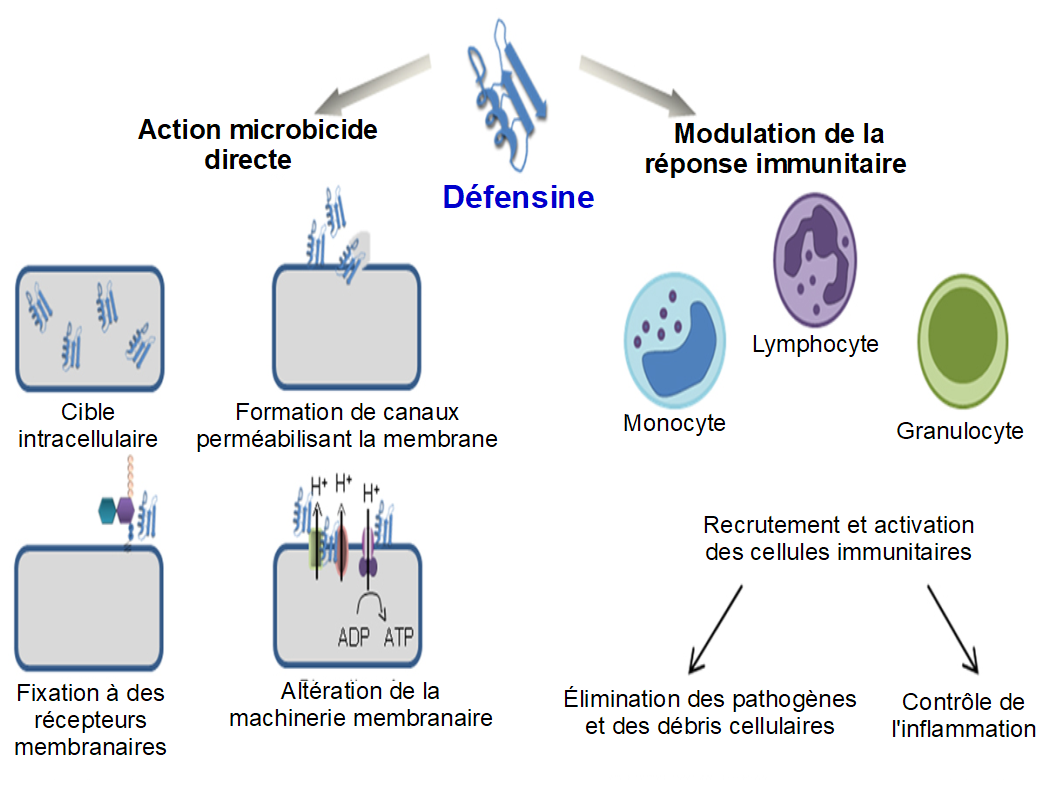
Mode d'action des défensines : indirect (modulation de la réponse immunitaire), direct (action bactéricide par dysfonction de la membrane microbienne ou par action sur des cibles intracellulaires : inhibition de la synthèse des acides nucléiques, des protéines, et d'activités enzymatiques).

Les défensines constituent une famille de peptides antimicrobiens. Ce sont des petits peptides cationiques, de masse moléculaire variant de 3,5 à 6 kDa, qui sont largement impliqués dans l’immunité innée du fait de leur activité antimicrobienne. Les défensines sont subdivisées en α-défensines, β-défensines et θ-défensines, mais seules les α- et β-défensines sont présentes chez l'humain.

## Les défensines humaines

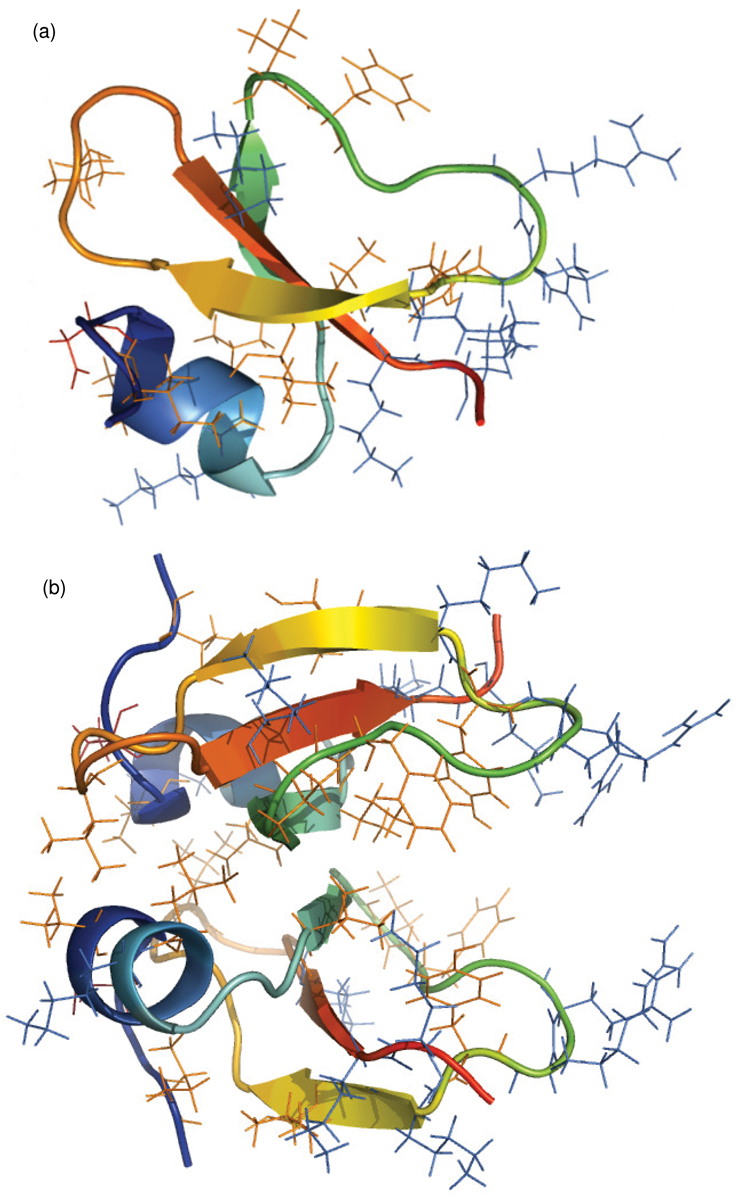
Structure monomérique et dimérique d'une β-défensine, HBD-2.

Les défensines humaines exercent une activité antimicrobienne dans un spectre d’activité très large comprenant les bactéries, les champignons, les virus enveloppés et les protozoaires. Leur mécanisme d’action est encore mal connu mais il est actuellement admis que les défensines se fixent sur la membrane des microorganismes cibles sous forme de pores multimériques ce qui conduit à la lyse de la cellule cible.

### Leur structure moléculaire
Les α-défensines et les β-défensines sont codées par les gènes du chromosome 8 au niveau du locus p23. Leur structure tertiaire est constituée de trois feuillets β et d’une hélice α. Cette structure tridimensionnelle, riche en arginine, est conservée en raison de la présence de trois ponts disulfures due à la présence de 6 résidus cystéines. Ces 2 catégories de défensines diffèrent de par leur structure et leur site d’expression. Elles sont actives sous forme d’octamères.

### Les α-défensines humaines

#### Description
Ce sont des peptides de petite masse moléculaire constitués de 29 à 50 acides aminés et caractérisés par la présence des trois ponts disulfures localisés au niveau des résidus cystéines 1-6, 2-4 et 3-5. Les α-défensines se divisent en 6 sous-types : les HNP (de l'anglais : human neutrophil peptide) 1 à 4, découvertes dans les années 1980 et les HD (de l'anglais : human defensin) 5 et 6, découvertes respectivement en 1992 et en 1993.

#### Répartition tissulaire
Les α-défensines de type HNP sont toutes retrouvées dans les granules azurophiles des neutrophiles. Les HNP-1 à 3 sont également présentes dans les lymphocytes B, les cellules natural killer et les monocytes. Les α-défensines HD-5 et HD-6 sont, quant à elles, présentes dans les granules des cellules de Paneth de l’intestin grêle et au niveau des cellules épithéliales du tractus génital de la femme.

### Les β-défensines humaines

#### Description
Pour les articles homonymes, voir HBD.
Les β-défensines humaines (en anglais, human beta defensin ou HBD) sont des peptides constitués de 41 à 50 acides aminés, les 3 ponts disulfures intramoléculaires étant localisés au niveau des résidus cystéines 1–5, 2–4 et 3–6. Dix sept sous-types de β-défensines, notées (HBD)n (human beta defensin), sont répertoriées chez l’Homme, HBD-1 étant la première découverte en 1995. Les β-défensines sont largement exprimées dans des cellules épithéliales de nombreux organes y compris celles des parois des voies respiratoires.

#### Répartition tissulaire
Les β-défensines les plus connues sont HBD-1 à 4 et ont été identifiées dans de nombreuses cellules, incluant les cellules mononuclées des épithéliums et du sang. 
- HBD-1 est retrouvé dans le plasma humain, les épithéliums en contact avec l’environnement ou la flore microbienne.
- HBD-2 est présent au niveau du prépuce, des poumons, de la trachée, de la muqueuse gingivale et de l’utérus.
- HBD-3, l’ARN messager de ce peptide est exprimé dans les épithéliums de nombreux organes.
- HBD-4, est présent au niveau de l’estomac, des testicules, de l’utérus, de la thyroïde, des poumons, des reins et des cellules polynucléaires neutrophiles.

En plus d’être des peptides antimicrobiens, elles possèdent également une activité pro inflammatoire par stimulation du chimiotactisme des cellules dendritiques immatures, des lymphocytes T et des polynucléaires neutrophiles.

## Défensines: les fonctions thérapeutiques
Les défensines de type β, sont celles qui présentent des propriétés thérapeutiques. Elles peuvent ainsi jouer un rôle : 
- au niveau cutané : les perspectives thérapeutiques ciblant le rôle antibactérien des β-défensines devraient permettre de limiter le recours aux antibiotiques chez les grands brûlés ;
- au niveau pulmonaire : les défensines seraient impliquées dans la résorption de l’infection dans les cas de mucoviscidose (l’inhibition de l’activité antimicrobienne des défensines par de fortes concentrations salines provoqueraient alors des surinfections bactériennes chez ces patients) ;
- au niveau intestinal : On s’intéressera à  la maladie de Crohn.

Des chercheurs allemands viennent[Quand ?] de découvrir le secret du mécanisme d’auto-défense de l’organisme[réf. nécessaire] contre les bactéries et les champignons. Il s’agit du «mode d’action» des HBD-1 (antibiotique humain). En testant ces défensines dans un environnement pauvre en oxygène comme celui de l’intestin, les chercheurs ont réussi à multiplier l’activité de la protéine contre les bactéries. Ils ont découvert que dans ces conditions pauvres en oxygène, HBD-1 déploie une forte activité antibiotique contre les bactéries lactiques et les levures qui seraient responsables de la maladie de Crohn. La thiorédoxine est capable d'activer les HBD-1, même en présence d'oxygène.Pour les activer, la thiorédoxine ouvre les trois ponts disulfures qui maintiennent la molécule : la molécule est donc active. Grâce à ce mécanisme, l'organisme a la possibilité d'activer la défensine de manière sélective. Des facteurs génétiques et environnementaux semblent aussi jouer un rôle dans les maladies inflammatoires de l'intestin, conduisant à un affaiblissement de la barrière antimicrobienne, principalement induite par les défensines.[réf. nécessaire]